# Nočnosvetleči oblak
Nočnosvetleči oblaki (NSO) ali  noktilucentni oblaki (NLO) so rahli oblakom podobni pojavi v zgornji Zemljini atmosferi. Pri pogledu iz vesolja jih imenujemo polarni mezosferski oblaki (PMO) in jih je mogoče zaznati kot razpršeno plast kristalov vodnega ledu v bližini poletne polarne mezopavze. Sestavljeni so iz ledenih kristalov in so s tal vidni le v astronomskem mraku. Noctilucent v latinščini približno pomeni »ponoči svetleč«. Najpogosteje jih opazimo v poletnih mesecih z zemljepisnih širin med ±50° in ±70°. So prešibki, da bi jih videli pri dnevni svetlobi, zato so vidni le, ko so opazovalec in nižje plasti atmosfere v Zemljini senci, ti zelo visoki oblaki pa so še vedno izpostavljeni sončni svetlobi. Pred kratkim opravljene raziskave so pkkazale, da povečane atmosferske emisije metana  povzročajo dodatno vodno paro, ko molekule metana dosežejo mezosfero – ustvarjajo ali krepijo obstoječe nočnosvetleče oblake.

## Splošno
Noben potrjen zapis o njihovem opazovanju ne sega pred leto 1885, čeprav jih je morda nekaj desetletij prej opazil Thomas Romney Robinson v Armaghu. Po tem, ko so bili februarja 2013 (zunaj sezone NSO) po vstopu superbolida v Čeljabinsku z več krajev v visokih severnih geografskih širinah po sončnem zahodu opazovani NSO podobni pojavi, ki so bili v resnici stratosferski odboji od prahu, so se pojavili dvomi o Robinsonovih zunajsezonskih opazovanjih.

## Nastanek
Nočnosvetleči oblaki so sestavljeni iz drobnih kristalov vodnega ledu premera do 100 nm in so na višini približno od 76 do 85 km, višje od vseh drugih oblakov v Zemljinem ozračju. Oblaki v nižji Zemljini atmosferi nastanejo, ko se voda nabere na delcih, mezosferski oblaki pa lahko nastanejo tudi neposredno iz vodne pare.
Podatki satelita Aeronomy of Ice in Mesosphere kažejo, da so za nastanek nočnosvetlečih oblakov potrebni vodna para, prah in zelo nizke temperature. Viri prahu in vodne pare v zgornji atmosferi niso zagotovo znani. Predpostavlja se, da prah izvira iz mikrometeorjev, čeprav bi lahko šlo tudi za ognjeniške delce in prah iz troposfere. Vlaga se lahko dvigne skozi vrzeli v tropopavzi, prav tako pa nastaja zaradi reakcije metana s hidroksilnimi radikali v stratosferi.
Ugotovili so, da je izpuh vesoljskih raketoplanov, ki so bili v uporabi med letoma 1981 in 2011, po ločitvi raketnega pospeševalnika na trdno gorivo na višini približno 46 km (151.000 ft) skoraj v celoti vodna para in da ustvarja posamezne majhne oblake. Približno polovica hlapov se je sprostila v termosfero, običajno na višini od 103 do 114 km. Avgusta 2014 je Falcon 9 družbe SpaceX po izstrelitvi povzročil tudi nočnosvetleče oblake nad Orlandom na Floridi.
Izpušni plini se lahko preselijo v arktično regijo v malo več kot enem dnevu, čeprav natančen mehanizem tega zelo hitrega prenosa ni znan. Ko voda potuje proti severu, pade iz termosfere v hladnejšo mezosfero, ki zavzema območje atmosfere tik pod njo. Čeprav je ta mehanizem vzrok za posamezne nočnosvetleče oblake, se ne domneva, da bi bistveno prispeval k pojavu kot celoti.
Ker mezosfera vsebuje zelo malo vlage, približno stomilijoninko količine v saharskem zraku, in je izjemno tanka, lahko ledeni kristali nastanejo le pri temperaturah pod približno −120 °C. To pomeni, da nočnosvetleči oblaki nastajajo predvsem poleti, ko je mezosfera zaradi sezonsko spremenljivih navpičnih vetrov najhladnejša, kar vodi do hladnih poletnih razmer v zgornji mezosferi (apveling in adiabatno hlajenje) in pozimi do segrevanja (davnveling in adiabatno segrevanje). Zato jih ni mogoče opazovati (tudi če so prisotni) znotraj polarnih krogov, saj Sonce v tej sezoni na teh zemljepisnih širinah ni nikoli dovolj nizko pod obzorjem. Nočnosvetleči oblaki večinoma nastajajo v bližini polarnih regij, saj je mezosfera tam najhladnejša. Oblaki na južni polobli so okoli 1 km višje od tistih na severni polobli.
Ultravijolično sevanje sonca razbije vodne molekule, kar zmanjša količino vode, ki je na voljo za nastanek nočnosvetlečih oblakov. Znano je, da se sevanje s Sončevim ciklom ciklično spreminja, in s sateliti so v zadnjih dveh sončnih ciklih izmerili zmanjšanje svetlosti oblakov ob povečanju ultravijoličnega sevanja. Ugotovili so, da spremembe v oblakih sledijo spremembam v jakosti ultravijoličnih žarkov v razmiku približno enega leta, vendar razlog za ta dolgi zamik še ni znan.
Znano je, da imajo svetleči oblaki veliko radarsko odbojnost, v frekvenčnem območju od 50 MHz do 1,3 GHz. To ni dobro pojasnjeno, vendar gre morda za to, da se ledena zrna prekrijejo s tanko kovinsko plastjo, sestavljeno iz natrija in železa, zaradi česar je oblak radarsko veliko bolj odbojen, čeprav je ta razlaga še vedno sporna. Atomi natrija in železa izstopijo iz prihajajočih mikrometeorjev in se usedejo v plast tik nad nadmorsko višino nočnosvetlečih oblakov, meritve pa so pokazale, da je teh elementov ob prisotnosti teh oblakov precej manj. Drugi poskusi so pokazali, da se lahko pri skrajno nizkih temperaturah svetlobnega oblaka natrijeve pare hitro odložijo na ledeno površino.

## Opazovanje
Nočnosvetleči oblaki so na splošno brezbarvni ali bledo modri, čeprav so občasno opazili tudi druge barve, vključno z rdečo in zeleno. Značilna modra barva izvira iz absorpcije ozona na poti sončne svetlobe, ki osvetljuje nočnosvetleči oblak. Pojavijo se lahko kot brezoblični pasovi, pogosto pa imajo značilne vzorce, kot so črte, valovanje in vrtinčenje. Veljajo za »čudovit naravni pojav«. Nočnosvetleče oblake lahko zamenjamo s cirusi, vendar so pod povečavo videti ostrejši. Tisti, ki so povzročeni z raketnimi izpuhi, so zaradi irizacije, ki jo povzroči enakomerna velikost nastalih vodnih kapljic, običajno drugih barv in ne srebrni ali modri..
Nočnosvetleče oblake je mogoče videti na zemljepisnih širinah od 50° do 65°. Redko se pojavljajo v nižjih zemljepisnih širinah (čeprav so jih opazili daleč na jugu, vse do Pariza, Utaha, Italije, Turčije in Španije),, bližje polom pa se ne stemni dovolj, da bi postali vidni. Pojavljajo se poleti, na severni polobli od sredine maja do sredine avgusta in na južni polobli od sredine novembra do sredine februarja. So zelo šibki in rahli in jih je mogoče opaziti le v mraku ob sončnem vzhodu in zahodu, ko so oblaki nižje atmosfere v senci, nočnosvetleči oblak pa osvetljuje Sonce. Najbolje jih vidimo, ko je Sonce od 6° do 16° pod obzorjem. Čeprav se nočnosvetleči oblaki pojavljajo na obeh poloblah, so jih na severni polobli opazili več tisočkrat, na južni pa manj kot stokrat. Nočnosvetleči oblaki na južni polobli so šibkejši in se pojavljajo manj pogosto; poleg tega pa je južna polobla manj naseljena in ima manjšo površino, s katere je mogoče opravljati opazovanja.
Te oblake je mogoče preučevati s tal, iz vesolja in neposredno s sondno raketo. Poleg tega so nekateri nočnosvetleči oblaki sestavljeni iz manjših kristalov, premera 30 nm ali manj, ki so opazovalcem na tleh nevidni, saj ne razpršijo dovolj svetlobe.

## Oblike
Ti oblaki so lahko zelo različnih vzorcev in oblik. Fogle je leta 1970 razvil identifikacijsko shemo, ki jih je razvrstila v pet različnih oblik. Ta razvrstitev se je pozneje spreminjala in razdelila. Na podlagi nedavnih raziskav Svetovna meteorološka organizacija priznava štiri glavne oblike, ki jih je mogoče deliti naprej. Tančice tipa I so zelo tanke in nimajo dobro opredeljene strukture, podobno kot cirostratus ali slabo opredeljen cirus. Pasovi tipa II so dolge črte, ki se pogosto pojavljajo v približno vzporednih skupinah, v katerih so med seboj običajno razporejeni širše kot pri pasovih ali elementih cirokumulusnih oblakov. Valovi tipa III so tesne razporeditve približno vzporednih kratkih prog, ki večinoma spominjajo na ciruse. Vrtinci tipa IV so delni ali redkeje popolni obroči oblakov s temnimi središči.